# Seaska

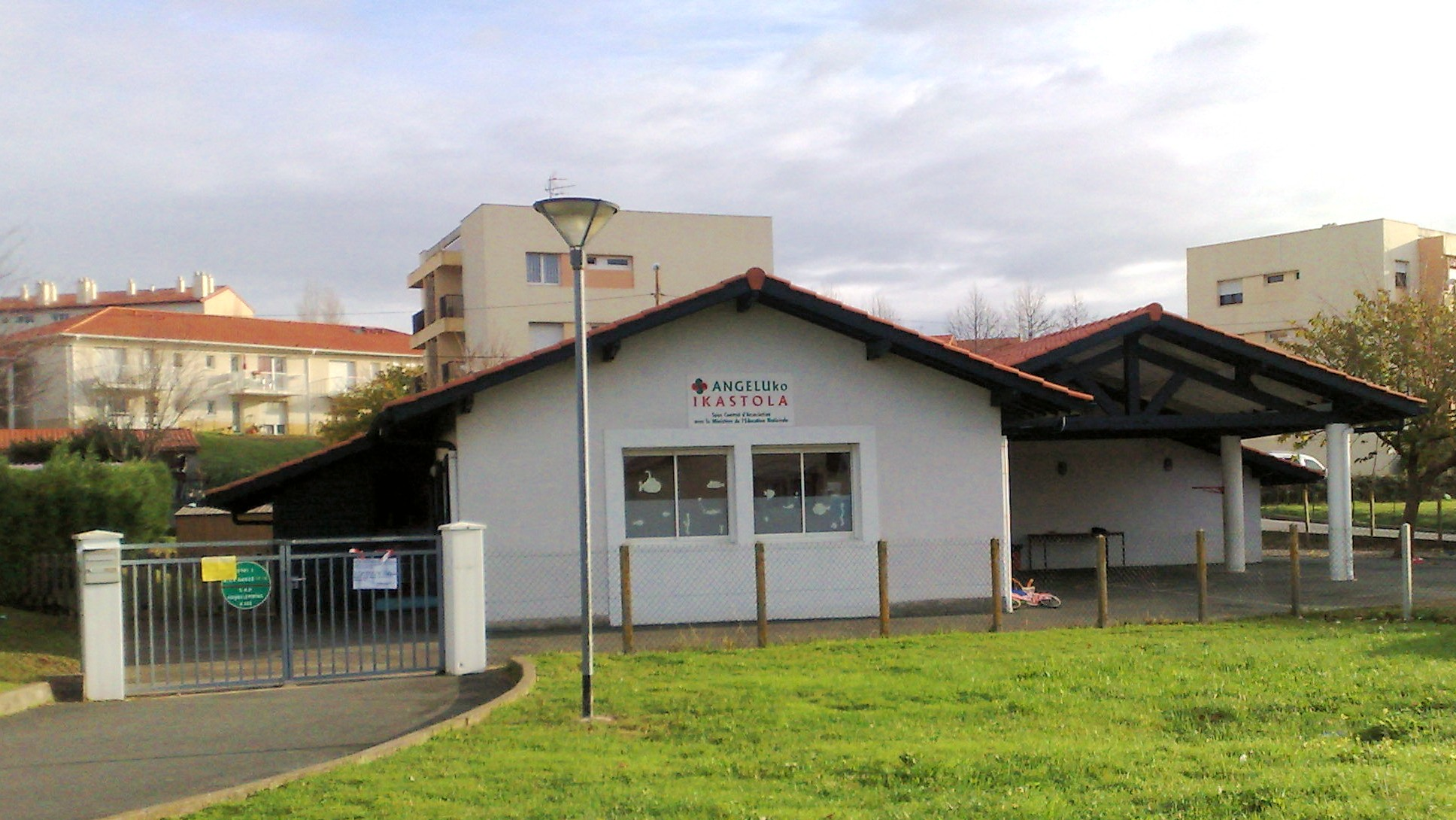
A ikastola (escola) de Anglet.

Seaska é a federação de centros de ensino em euskara no País Basco francês. Conta atualmente com 27 centros: 3 pré-primários, 20 escolas primárias, 3 colégios e um liceu. A distribuição dos centros pelos territórios bascos é a seguinte: 72% em Lapurdi, 24% na Baixa Navarra e 4% em Zuberoa. Em 2010, com a inauguração de uma nova escola em Bidart, somavam mais de 2.600 alunos. Forma parte de uma rede de escolas em línguas minoritárias do Estado francês juntamente com a Bressola catalã, a Calandreta occitana e a diwan bretã.

## História
A primeira escola dessa rede foi criada em 1969 em Arcangues, atendendo a 5 alunos. A chegada do Partido Socialista Francês ao poder el 1981 favoreceu a obtenção de ajuda por parte do Estado: um acordo foi assinado com o Ministério da Cultura daquele país em 1º de julho de 1982, permitindo a obtenção de uma subvenção de 152.449 euros (em valores atuais), garantindo assim um financiamento regular pelos anos seguintes. A situação se deteriorou mais tarde, não havendo melhoras até 1994, ano em que foi criado um contrato de associação com as escolas privadas, que se responsabilizaram pelo pagamento do salário dos professores.